# Eugène Pierron
Pour les articles homonymes, voir Pierron.
Eugène Pierron, né le 2 mai 1819 à Meulan et mort le 27 août 1865 à Paris 14e, est un acteur et dramaturge français.

## Biographie
Amateur passionné de théâtre, Pierron lui a consacré tous ses instants. Il a débuté au théâtre du Panthéon, en 1840. Entré comme acteur, en 1841, à l’Odéon, qui venait de rouvrir sous la direction de Violet d’Épagny, Pierron y est resté jusqu’en 1845. Il l’a quitté pour débuter au théâtre du Vaudeville. Il est revenu ensuite à l’Odéon, son théâtre de prédilection qu’il ne devait plus quitter, et auquel il se prodiguait quand la mort l’a frappé. Il joue aussi au Théâtre-Historique dans la pièce de Jules Verne, Les Pailles rompues.
Un de ses titres à l’estime publique est le dévouement dont il a fait preuve envers l’Association des artistes dramatiques. Il a constamment, fait partie du comité de cette association depuis 1851. C’est à son initiative, à ses études, à son énergie infatigable qu’a été due, en 1855, la révision des statuts primitifs et la réorganisation des pensions sur une base plus équitable et plus rationnelle. À cette occasion, et en récompense de ses services, il a reçu une médaille d’or du gouvernement.
Il est mort à la veille de voir se réaliser un rêve depuis longtemps caressé par lui être directeur. Acteur, il n’aspirait qu’à être régisseur ; une fois régisseur de l’Odéon, il soupirait après une direction. Au moment où sa mort l’a frappé, il poursuivait le projet de l’organisation d’une nouvelle scène, le Théâtre des Arts, dont la construction était commencée et qui devait être terminée au mois d’avril suivant. Il a publié, au temps jadis, des romances où des lithographies le représentaient dans la pose d’Antony, l’air assombri, un mouchoir à la main. Sa petite comédie Livre III, Chapitre Ier, avait réussi, et ses contemporains se souvenaient de la création hors ligne du rôle de Henri III, à la Gaîté, dans Henri III et sa cour.
Quelques jours à peine avant sa mort, il était revenu de Veules, où il avait passé deux mois, pour reprendre son service de régisseur général à l’Odéon. Le lundi, il était allé au spectacle. Le mardi, il ressentait les premières atteintes du cancer à l’estomac qui devait faire de si rapides progrès. Le samedi, le docteur Velpeau, conduit auprès du malade dont l’état s’aggravait, déclarait la situation désespérée. Seulement le célèbre inventeur du bandage ne croyait pas la mort si proche. Mais, dans la nuit, les symptômes les plus alarmants se déclarèrent, et, à sept heures du matin, Pierron expirait en son domicile dans le 14e arrondissement de Paris, laissant une veuve et quatre enfants. Ses obsèques ont eu lieu à l’église Notre-Dame-des-Champs, et un grand nombre d’artistes, d’auteurs et d’amis ont suivi son convoi. Il est inhumé au cimetière du Montparnasse (7e division).

« Excellent homme, très aimé, très actif, courant les couloirs du théâtre en gants et en gilet blanc (costume classique de régisseur) les jours de premières, surveillant les ouvreuses, encourageant les municipaux, l’œil à tout, au rideau, aux billets, à la claque, aux spectateurs, au parterre, au cintre, Pierron régisseur était déjà superbe. Directeur, il eût été splendide. »

## Publications
Théâtre
- Aline Patin, comédie-vaudeville en trois actes, Paris, Beaumarchais, 16 novembre 1847, Paris, N. Tresse , 1847, 31 p.
- C’est ma chambre, vaudeville en un acte, Paris, théâtre du Panthéon, 19 février 1841, Henriot, C. Tresse , 1841, 11 p.
- Cyprien le vendu, comédie-vaudeville en 1 acte, avec Cléophas-Reimbold Dautrevaux, Paris, Panthéon, 30 mai 1840, 1840.
- Les Œuvres d’Horace, comédie en 1 acte, en prose, Paris, Odéon, 11 février 1853, 1853.
- Livre III, chapitre 1er, comédie en 1 acte, en prose, avec Adolphe Laferrière, Paris, Odéon, 19 septembre 1851, 1851.
- Pâquerette, comédie en 1 acte, mêlée de couplets, avec Alfred d'Almbert, Paris, Panthéon, 2 novembre 1842, 1842.

Biographies
- Virginie Déjazet, Paris, Bolle-Lasalle , 1856, 1 vol. 359 p.

Mémoires
- Projet de modifications aux statuts de l’Association des artistes dramatiques, présenté par le comité à l’approbation de l’assemblée générale extraordinaire du 12 août 1855… (Rapporteur : Eugène Pierron.), 1855.
- Mémoire en faveur des modifications aux statuts de l’Association des artistes dramatiques,... fait au nom du comité, par M. Eugène Pierron,..., 1856.
- Projet de révision des statuts de l’Association des artistes dramatiques, 1854.
- Projet du règlement intérieur de l’association des artistes dramatiques, fait et présenté par Albert, E. Pierron et Got, 1855.